# Erysimum perenne
Erysimum perenne är en korsblommig växtart som först beskrevs av Sereno Watson och Frederick Vernon Coville, och fick sitt nu gällande namn av LeRoy Abrams. Erysimum perenne ingår i släktet kårlar, och familjen korsblommiga växter. Inga underarter finns listade i Catalogue of Life.